# Nati nel 1510
| Questa pagina contiene informazioni ricavate automaticamente dalle voci biografiche con l'ausilio del template Bio e di un bot. L'aggiornamento è periodico e automatico e ricostruisce completamente la pagina. Se manca una persona in questa lista, sei pregato di non aggiungerla, ma accertati piuttosto che la sua voce biografica contenga il template Bio e che i dati anagrafici siano correttamente compilati. Se il template Bio manca, inseriscilo tu stesso o, in alternativa, metti l'avviso {{tmp\|Bio}} che ne segnala la mancanza. Se i dati riportati sono sbagliati, correggi direttamente la voce biografica; le modifiche saranno visibili in questa lista entro pochi giorni. Per chiarimenti vedi il progetto biografie. La lista contiene solo le 87 persone che sono citate nell'enciclopedia e per le quali è stato implementato correttamente il template Bio. Pagina aggiornata al 26 giu 2025. |

## Febbraio(1)
- 24 febbraio - Costanzo II Sforza, nobile italiano († 1512)

## Marzo(2)
- 25 marzo - Guillaume Postel, linguista, astronomo e orientalista francese († 1581)
- 30 marzo - Antonio de Cabezón, compositore spagnolo († 1566)

## Maggio(1)
- 27 maggio - Giovanni Battista Cicala, cardinale e vescovo cattolico italiano († 1570)

## Giugno(3)
- 2 giugno - Mary Brandon, nobildonna inglese († 1544)
- 5 giugno - Luigi II d'Orléans-Longueville, nobile francese († 1537)
- 20 giugno - Grazia Nasi, portoghese († 1569)

## Luglio(1)
- 22 luglio - Alessandro de' Medici, sovrano italiano († 1537)

## Agosto(2)
- 11 agosto - Margherita Paleologa, marchese († 1566)
- 24 agosto - Elisabetta di Brandeburgo, scrittrice tedesca († 1558)

## Settembre(1)
- 12 settembre - Cristoforo Canal, ammiraglio italiano († 1562)

## Ottobre(3)
- 6 ottobre - John Caius, medico inglese († 1573)
- 25 ottobre - Renata di Francia, principessa francese († 1575)
- 28 ottobre - Francesco Borgia, gesuita e santo spagnolo († 1572)

## Novembre(1)
- 11 novembre - Giulio Savorgnan, ingegnere italiano († 1595)

## Dicembre(1)
- 12 dicembre - Carlo di Navarra, principe († 1528)

## Senza giorno specificato(71)
- Karl Aegeri, pittore svizzero († 1562)
- Fortunio Affaitati, medico e astrologo italiano († 1555)
- Bonifacio Agliardi, politico italiano († 1580)
- Orazio Alfani, pittore e architetto italiano († 1583)
- Mir Sayyid Ali, pittore persiano († 1572)
- Charles de Berlaymont, politico belga († 1578)
- Alfonso Maria Binarini, vescovo cattolico italiano († 1580)
- Teodosio I di Braganza, nobile portoghese († 1563)
- Dionisio Brevio, pittore italiano
- Hélisenne de Crenne, scrittrice, poetessa e traduttrice francese († 1552)
- Marcello Capra, medico e filosofo italiano
- Hieronymus Cock, pittore fiammingo († 1570)
- Juan Correa de Vivar, pittore spagnolo († 1566)
- Martín Cortés de Albacar, cosmografo spagnolo († 1582)
- Girolamo Dente, pittore italiano († 1568)
- Luigi Dentice, compositore, cantante e liutista italiano († 1566)
- Giannettino Doria, nobile e ammiraglio italiano († 1547)
- Robert Duval, alchimista francese († 1567)
- Juan Díaz, teologo spagnolo († 1546)
- Gabriele Faerno, umanista e scrittore italiano († 1561)
- Pier Francesco Ferrero, cardinale e vescovo cattolico italiano († 1566)
- Orazio Fontana, ceramista italiano († 1571)
- Francesco I di Sassonia-Lauenburg, duca († 1581)
- Antonio Galli, poeta italiano († 1561)
- Cornelio Giansenio, teologo e vescovo cattolico fiammingo († 1576)
- Gianfilippo Ingrassia, medico e anatomista italiano († 1580)
- Jeronimo Jiménez de Urrea, scrittore spagnolo († 1573)
- Michail Kantakouzenos, mercante e politico ottomano († 1578)
- Thomas Lambrit, scienziato e incisore olandese († 1562)
- Baldassarre Lanci, ingegnere militare, architetto e inventore italiano († 1571)
- Luigi Lilio, medico, astronomo e matematico italiano († 1574)
- Kunz Lochner, tedesco († 1567)
- Maddalena di Savoia, duchessa († 1586)
- Angelo Massarelli, vescovo cattolico italiano († 1566)
- Martynas Mažvydas, scrittore e pastore protestante lituano († 1563)
- Bernard van Merode, militare fiammingo († 1591)
- Antonio Mizauld, astrologo e medico francese († 1578)
- Francesco I Moncada, nobile, politico e militare italiano († 1566)
- Alonso Mudarra, compositore spagnolo († 1580)
- Piotr Myszkowski, vescovo cattolico polacco († 1591)
- Numata Akiyasu, militare giapponese († 1574)
- Oda Nobuhide, militare giapponese († 1551)
- Diego Ortiz, compositore, musicologo e gambista spagnolo († 1576)
- Bernard Palissy, ceramista francese († 1589)
- Cipriano Pallavicino, arcivescovo cattolico italiano († 1586)
- Ambroise Paré, medico e chirurgo francese († 1590)
- John Paulet, II marchese di Winchester, nobile inglese († 1576)
- Gastón de Peralta, nobile spagnolo († 1587)
- Dominique Phinot, francese († 1556)
- Mariano Riccio, pittore italiano († 1593)
- Simão Rodrigues, gesuita portoghese († 1579)
- Beatrice Roverella, nobildonna italiana († 1575)
- Sebastiano Aragonese, pittore e antiquario italiano († 1567)
- Cristoforo Sorte, cartografo italiano († 1595)
- Luigi Tansillo, poeta italiano († 1568)
- Sebestyén Tinódi Lantos, poeta ungherese († 1556)
- Orazio Toscanella, scrittore italiano († 1580)
- Cesare Turco, pittore italiano († 1560)
- Justus Velsius, fisico e matematico olandese († 1581)
- Lorenzo Venier, poeta italiano († 1550)
- Marcello Venusti, pittore italiano († 1579)
- Onofrio Zeffirini, organaro italiano († 1580)
- Ippolito da Correggio, nobile e militare italiano († 1552)
- Luis Venegas de Henestrosa, compositore spagnolo († 1570)
- Nicolas Durand de Villegaignon, ammiraglio francese († 1571)
- Claude de L'Aubespine, diplomatico francese († 1567)
- Francesco Salviati, pittore italiano († 1563)
- Isabella di Capua, nobile italiana († 1559)
- Noël du Fail, scrittore francese († 1591)
- Jakob von Rammingen, storico e archivista tedesco († 1582)
- Ōkubo Tadakazu, militare giapponese († 1582)